# Облаковац
Облаковац је насељено место у општини Брестовац, у западној Славонији, Република Хрватска.

## Историја
До нове територијалне организације налазило се у саставу бивше велике општине Славонска Пожега.

## Становништво
Насеље је према попису становништва из 2011. године имало 5 становника.
| Националност       | 1991.       |
| Срби               | 52 (86,66%) |
| Хрвати             | 6 (10,00%)  |
| Југословени        | 1 (1,66%)   |
| остали и непознато | 1 (1,66%)   |
| Укупно             | 60          |